# Пролив Красной Армии
Проли́в Кра́сной А́рмии — пролив в Северном Ледовитом океане, принадлежит к Карскому морю, отделяет остров Октябрьской Революции от островов Комсомолец и Пионер (Северная Земля). Соединяет Карское море с морем Лаптевых.
Длина около 110 км. Ширина от 10 до 18 км. Глубина до 460 м. Берег обрывистый, гористый, покрыт ледниками (ледники Академии Наук, Отдельный, Кусанова, Пионер, Альбанова). В условиях более холодного климата XX столетия был покрыт льдом круглый год и освобождался от него редко. В XXI веке освобождается от ледового покрова на короткое время в августе, плавающий лед сохраняется в виде льдин и айсбергов с окружающих ледников. Западная часть пролива примерно наполовину перекрыта шельфовым ледником, который спускается с ледника Академии Наук на острове Комсомолец.
В проливе располагаются острова Мачтовый, Каштанки, Высокий, Открытый, Известняковые острова, Коммунар, архипелаг Седова и др. На побережье выделяются мысы Обрывистый, Последний, Юность (остров Комсомолец), Ожиданий, Коренной, (остров Пионер) Гвардейцев, Гористый, Чулок, Низкий, Ледяной, Гряда, Гусиный Нос, Медвежий, Старый, Октябрьский, Советский, Серп и Молот (остров Октябрьской Революции). В центральной части пролив соединяется с проливом Юным. В западной части пролива находятся бухты Базовая, Мостовая, Пятнистая, в центральной части бухта Советская. В пролив впадают реки Обрывистая, Большая, Клыковая, Сбитая и др.
Назван в честь Красной Армии. Впервые обследован в 1931 году экспедицией Г. А. Ушакова и Н. Н. Урванцева.
Пролив находится в территориальных водах Красноярского края.
Акватория пролива относится к Карскому морю.